# Sabinas (Coahuila)
Sabinas es una ciudad mexicana, cabecera del municipio homónimo, situada en el noreste del estado de Coahuila, en el norte del país.
En 1878, colonos que venían principalmente de Ramos Arizpe solicitaron al Gobierno del Estado sitios de ganado mayor y la concesión para aprovechar el agua del río Sabinas, ya que deseaban trabajar y fundar una congregación de agricultores. En 1906 se erigió el municipio a la villa de Sabinas. Finalmente, el 31 de agosto de 1942, el gobernador constitucional interino del estado, Jesús Fuentes Dávila, expidió el decreto que constituye en ciudad a la villa de Sabinas, Coahuila, cabecera del municipio del mismo nombre, a partir del 12 de septiembre de 1942.

## Toponimia

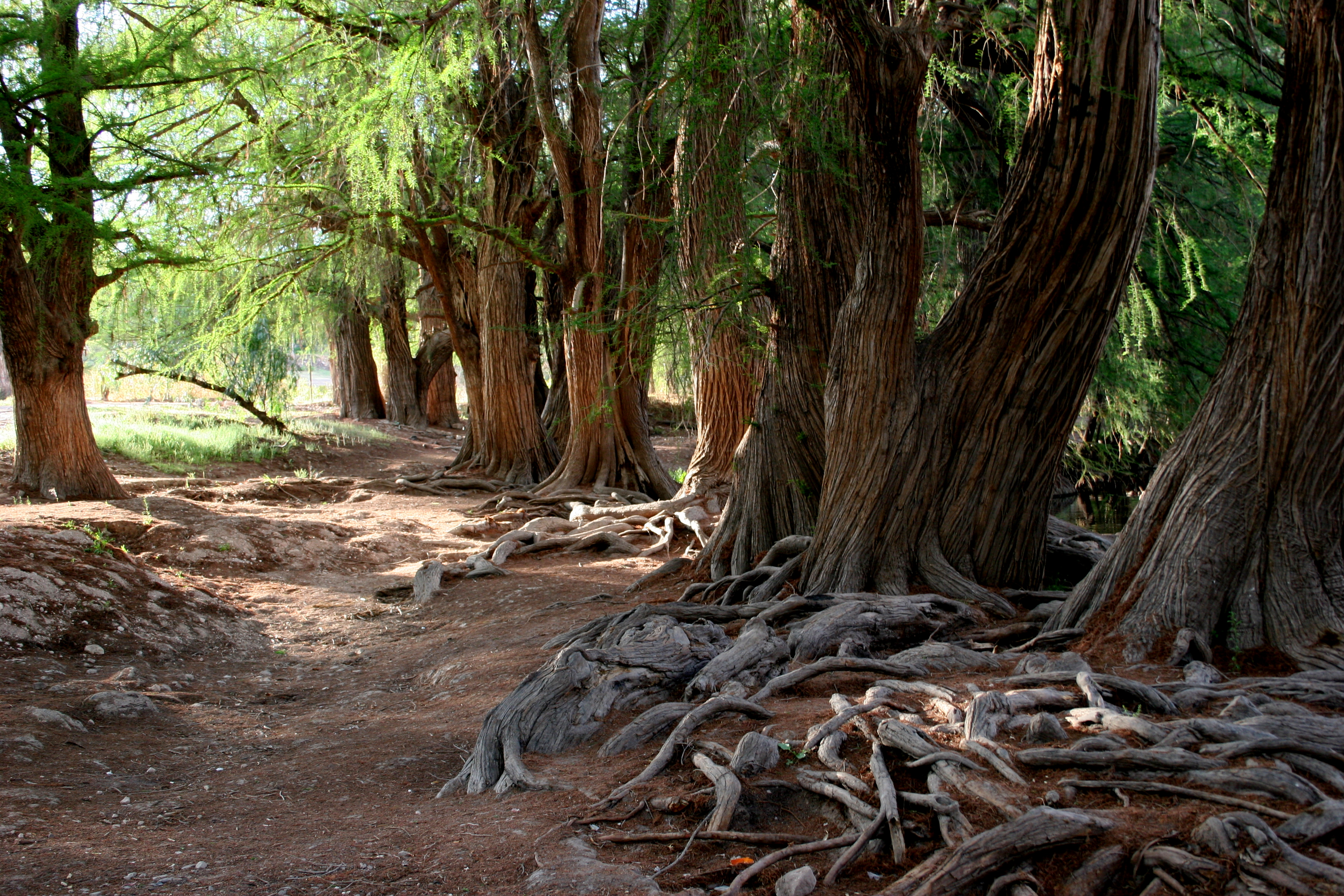
Sabinos, árboles de los cuales la ciudad recibe su nombre.

La Villa fundada en 1878 adquirió el nombre de Sabino debido a su río, el cual se llama así por la gran vegetación de sus riveras, compuesta principalmente por árboles conocidos como sabinos (Taxodium huegelii). El río recibió su nombre desde 1590, cuando pasó por aquí el explorador Gaspar Castaño de Sosa en su viaje rumbo a Nuevo México. Este tiene varios nombres a lo largo de su recorrido, llamándose primero río San Juan y al unírsele el arroyo conocido como Las Rusias, pasa a ser llamado Sabinitos. Finalmente, cuando se une con el río Álamos, es llamado río Sabinas, que acaba desembocando finalmente en la presa Venustiano Carranza.
El 3 de diciembre de 1883, el Ferrocarril Internacional Mexicano inició el servicio de trenes a esta localidad, la cual toma el nombre de Estación Sabinas, por estar ubicada cerca del margen izquierdo del río Sabinas.

## Historia
- En 1878 un grupo de individuos que habían emigrado con anterioridad a la frontera norte del estado para residir en Allende, Morelos, Zaragoza, la Escondida y Piedras Negras, notaron que en el margen del río Sabinas, había un predio de terreno inhabitado pero en óptima localización, que ellos juzgaron pertenecía a la Federación.
- 26 de diciembre de 1878  piden una concesión de tierras al Gobernador del Estado Hipólito Charles para aprovechar el río Sabinas, con deseos de fundar un poblado a orillas del río y nueve sitios de ganado mayor. La solicitud fue aceptada aunque los terrenos tuvieron que ser comprados. La intervención del coronel Crescencio Farías y Antonio Arizpe fue contundente para lograr la concesión de los terrenos y de agua del río de los Álamos. Entre los solicitantes se encuentran apellidos que aún subsisten en Sabinas y entre otros aparecen las firmas de Valeriano Dávila, Florencio Morales, Sabino Arizpe, Arcadio Ramos, Joaquín Ramos Aguirre, Victoriano del Bosque, Librado Zertuche, Benito Rodríguez, además de otras personas que procedían de Ramos Arizpe, Santo Domingo y Saltillo.[7]
- 29 de julio de 1883 se les concedió una toma de agua del río Álamos, sin perjuicio a los derechos de terceros. Se iniciaron los trámites para la fundación de la Villa de Sabinas y llegan los primeros pobladores a orillas del río. El 3 de diciembre de este mismo año la compañía estadounidense The Mexican International Railroad Company (Ferrocarril Internacional Mexicano) inaugura una estación en esta localidad.[8]  Don Joaquín Ramos, uno de los fundadores de Sabinas, dejó escrita esta versión de la fundación, donde además decía que al discutir el lugar en que debería de quedar la presa, los de San Juan de Sabinas no estuvieron de acuerdo con la mayoría y prefirieron separarse y hacer el canal por su propia cuenta, la mayoría de ellos, sesenta accionistas, hicieron el canal que a la fecha existe con pocas modificaciones. El canal de derivación de aguas del río Sabinas a que hacemos mención y de una presa, se encuentran cerca del actual puente de ferrocarril sobre el río al sur de la ciudad y sirvió y sirve para el riego de los campos de labrantío al este de Sabinas. Se desautorizó la acción de los separatistas por no creerla de justicia y después, para volver a completar la lista de los 90 accionistas, se aceptaron la solicitud del coronel Pedro Advíncula Valdés Laurel, alias Wincar, junto con sus hermanos, el coronel Nicanor, el teniente coronel Martiniano, el comandante Valeriano y el alférez Pedro Pascual. Todos ellos con grado de militar que obtuvieron combatiendo contra la intervención francesa al lado de Benito Juárez y se les dio posesión de sus 30 acciones.
- 1905  se crean los Hornos de Colmena, construidos en 1905, los cuales sirven para coquizar el carbón, y el edificio de la primera lavadora de carbón.
- 20 de enero de 1906, Miguel Cárdenas, gobernador del Estado, expidió el decreto que erige en municipio a la villa de Sabinas.[9] Se inaugura este año el primer edificio, el Primer Ayuntamiento Republicano del municipio de Sabinas
- 10 de noviembre de 1943 se expidió el decreto estatal que constituye en ciudad a la villa de Sabinas por Jesús Fuentes Dávila.
- 12 de noviembre de 1943 el Congreso del Estado aprobó la adopción del escudo de armas para la ciudad de Sabinas. Por su forma, se asemeja más al tipo francés que al español; es acortinado y tiene en la parte superior una antorcha roja que simboliza la Revolución; a los lados del escudo hay una bordura con la leyenda: voluntad firme - acción perseverante, y en la parte superior un listón anudado a la antorcha con la leyenda: tierra hospitalaria. El escudo está dividido en tres cortinas; en la diestra sobre el campo de plata se ve un ferrocarril, porque la ciudad tuvo su origen como estación de la villa de San Juan de Sabinas al pasar la vía por ese lugar. En la cortina siniestra, sobre campo de oro, está el edificio de una mina, por ser el carbón la base de la prosperidad de esa zona, y en la cortina inferior un río con los sabinos que dieron nombre a la población.

## Geografía
La ciudad de Sabinas se localiza en el estado de Coahuila, dentro del municipio homónimo; se ubica en el centro-sur del municipio. Se encuentra a una altura media de 342 m s. n. m.

### Clima
El clima predominante en Sabinas es el semiárido semicálido. Tiene una temperatura media anual de 22.0 °C y una precipitación media anual de 459.5 mm.
las temperaturas en invierno según las condiciones podrían llegar a ser extremas, en algunos casos llegando a registrar entre -5° a -10 °C.[cita requerida]
| Parámetros climáticos promedio de Sabinas, Coahuila | Parámetros climáticos promedio de Sabinas, Coahuila | Parámetros climáticos promedio de Sabinas, Coahuila | Parámetros climáticos promedio de Sabinas, Coahuila | Parámetros climáticos promedio de Sabinas, Coahuila | Parámetros climáticos promedio de Sabinas, Coahuila | Parámetros climáticos promedio de Sabinas, Coahuila | Parámetros climáticos promedio de Sabinas, Coahuila | Parámetros climáticos promedio de Sabinas, Coahuila | Parámetros climáticos promedio de Sabinas, Coahuila | Parámetros climáticos promedio de Sabinas, Coahuila | Parámetros climáticos promedio de Sabinas, Coahuila | Parámetros climáticos promedio de Sabinas, Coahuila | Parámetros climáticos promedio de Sabinas, Coahuila |
| Mes                                                 | Ene.                                                | Feb.                                                | Mar.                                                | Abr.                                                | May.                                                | Jun.                                                | Jul.                                                | Ago.                                                | Sep.                                                | Oct.                                                | Nov.                                                | Dic.                                                | Anual                                               |
| --------------------------------------------------- | --------------------------------------------------- | --------------------------------------------------- | --------------------------------------------------- | --------------------------------------------------- | --------------------------------------------------- | --------------------------------------------------- | --------------------------------------------------- | --------------------------------------------------- | --------------------------------------------------- | --------------------------------------------------- | --------------------------------------------------- | --------------------------------------------------- | --------------------------------------------------- |
| Temp. máx. abs. (°C)                                | 37.0                                                | 39.5                                                | 42.0                                                | 45.0                                                | 46.0                                                | 45.0                                                | 45.0                                                | 45.0                                                | 44.0                                                | 41.5                                                | 38.0                                                | 36.0                                                | 46.0                                                |
| Temp. máx. media (°C)                               | 19.7                                                | 22.7                                                | 27.4                                                | 31.3                                                | 34.0                                                | 36.1                                                | 36.7                                                | 36.8                                                | 33.6                                                | 29.5                                                | 24.5                                                | 20.3                                                | 29.4                                                |
| Temp. media (°C)                                    | 12.0                                                | 14.6                                                | 19.1                                                | 23.3                                                | 27.0                                                | 29.2                                                | 30.0                                                | 29.9                                                | 27.1                                                | 22.6                                                | 17.0                                                | 12.6                                                | 22.0                                                |
| Temp. mín. media (°C)                               | 4.3                                                 | 6.5                                                 | 10.8                                                | 15.3                                                | 19.9                                                | 22.3                                                | 23.3                                                | 23.1                                                | 20.6                                                | 15.7                                                | 9.4                                                 | 5.0                                                 | 14.7                                                |
| Temp. mín. abs. (°C)                                | -12.5                                               | -7.0                                                | -5.0                                                | 1.0                                                 | 2.0                                                 | 2.5                                                 | 12.0                                                | 15.0                                                | 8.5                                                 | -1.0                                                | -6.0                                                | -9.0                                                | -12.5                                               |
| Precipitación total (mm)                            | 13.6                                                | 14.9                                                | 15.5                                                | 37.8                                                | 67.1                                                | 59.9                                                | 48.3                                                | 54.0                                                | 75.6                                                | 43.1                                                | 17.5                                                | 12.2                                                | 459.5                                               |
| Días de precipitaciones (≥ )                        | 3.3                                                 | 3.0                                                 | 2.1                                                 | 3.3                                                 | 5.5                                                 | 4.3                                                 | 4.0                                                 | 4.5                                                 | 5.3                                                 | 4.1                                                 | 2.8                                                 | 2.6                                                 | 44.8                                                |
| Fuente: Servicio Meteorológico Nacional             |                                                     |                                                     |                                                     |                                                     |                                                     |                                                     |                                                     |                                                     |                                                     |                                                     |                                                     |                                                     |                                                     |

### Flora y fauna

Vegetación en Sabinas
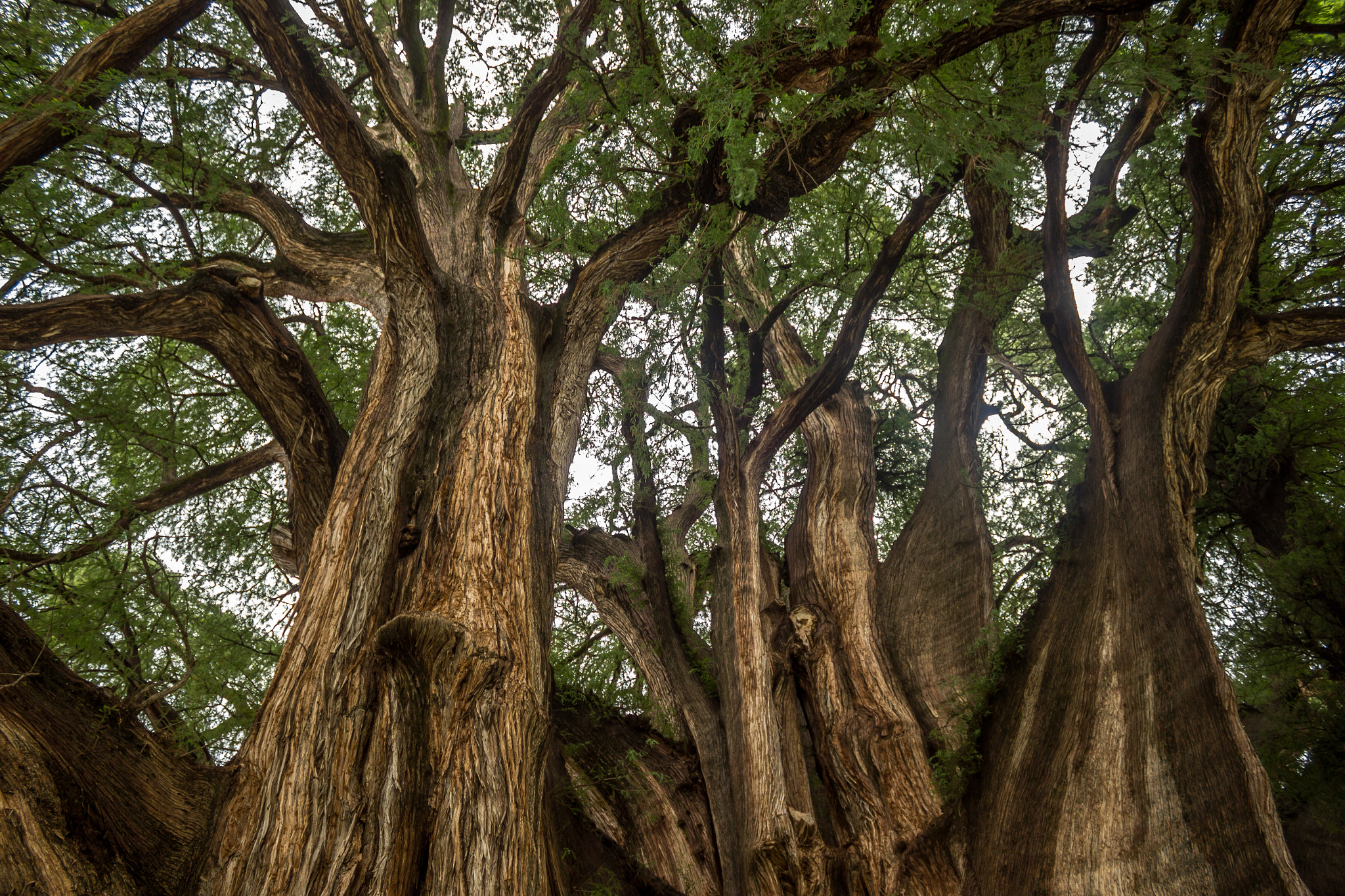
Sabinos
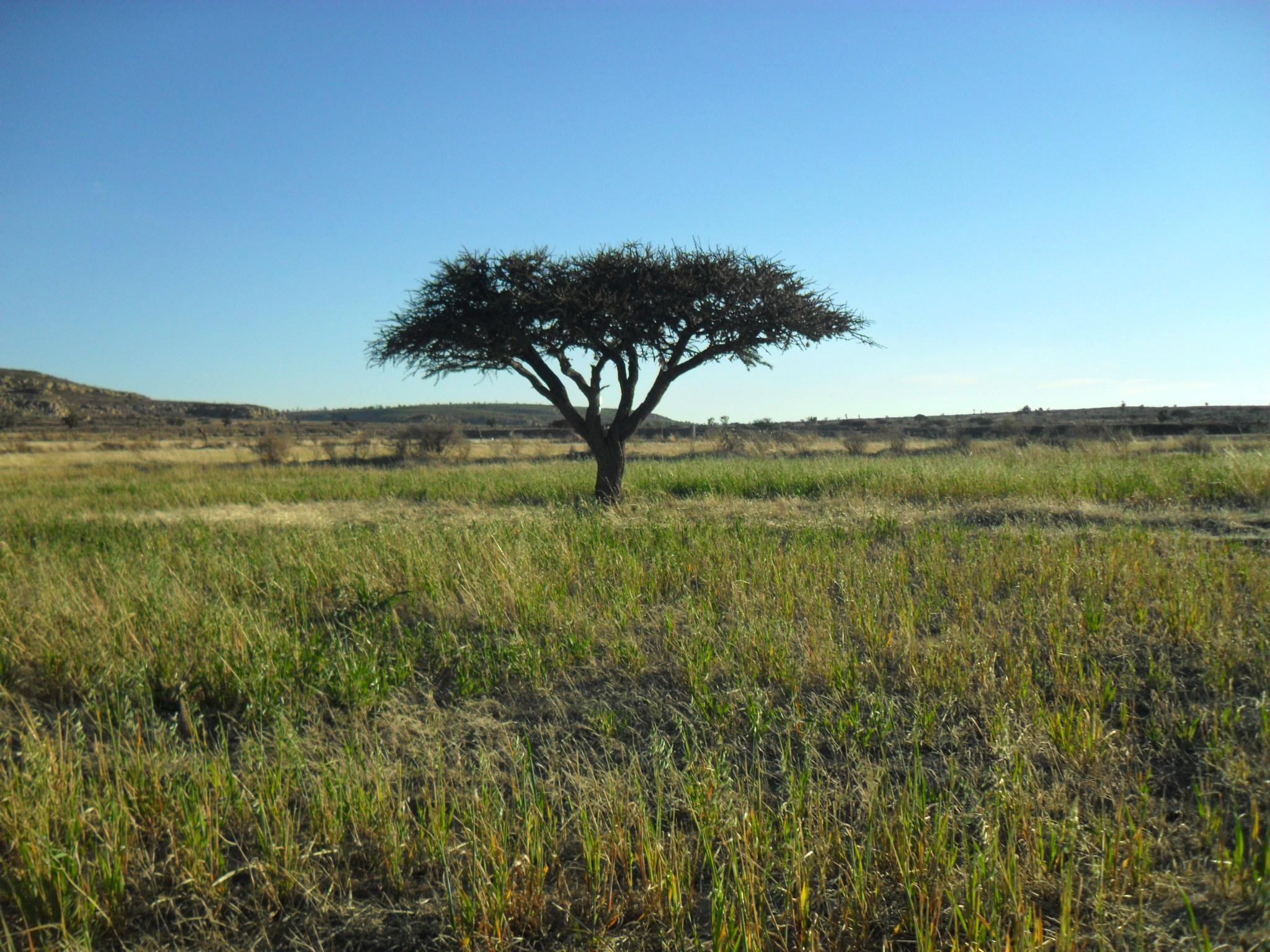
Huizache
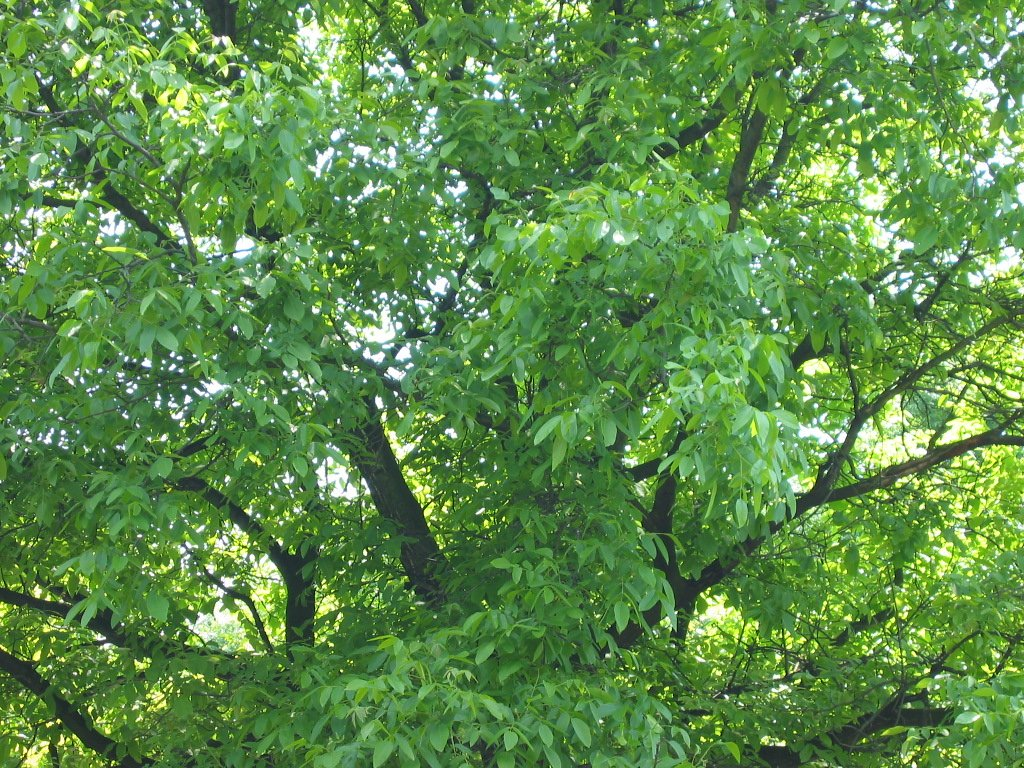
Nogal
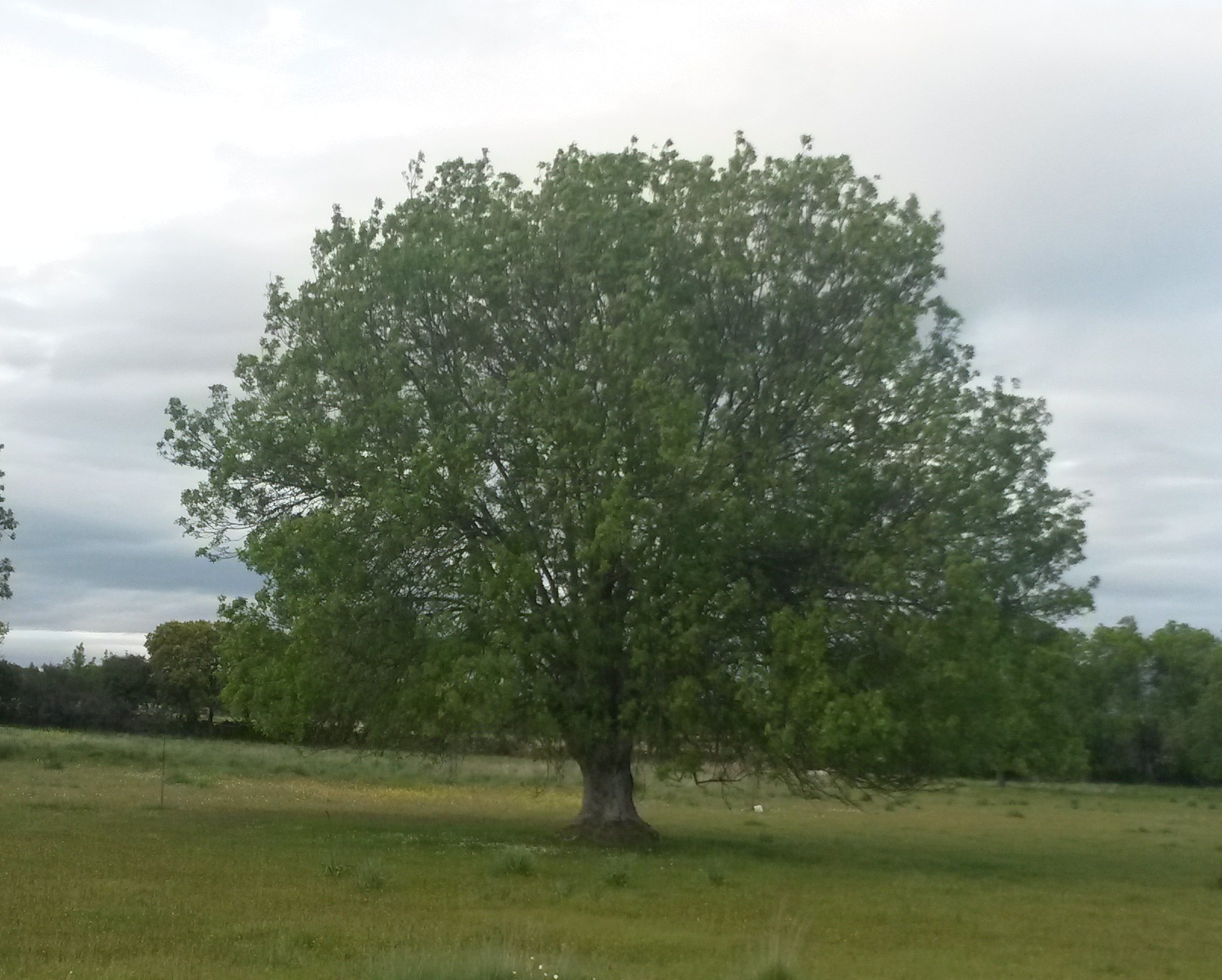
Fresno

Muchos autores han descrito la belleza del río Sabinas, antiguamente (y modestamente ahora) lleno de sabinos, árboles gigantescos, álamos, sauces, fresnos, parras silvestres, una gran población de nogales. En su vegetación desértica fuera de la cuenca del río cuenta con especies como huizache, mezquite, nopal, lechuguilla, palma, y cenizo.

Fauna en Sabinas
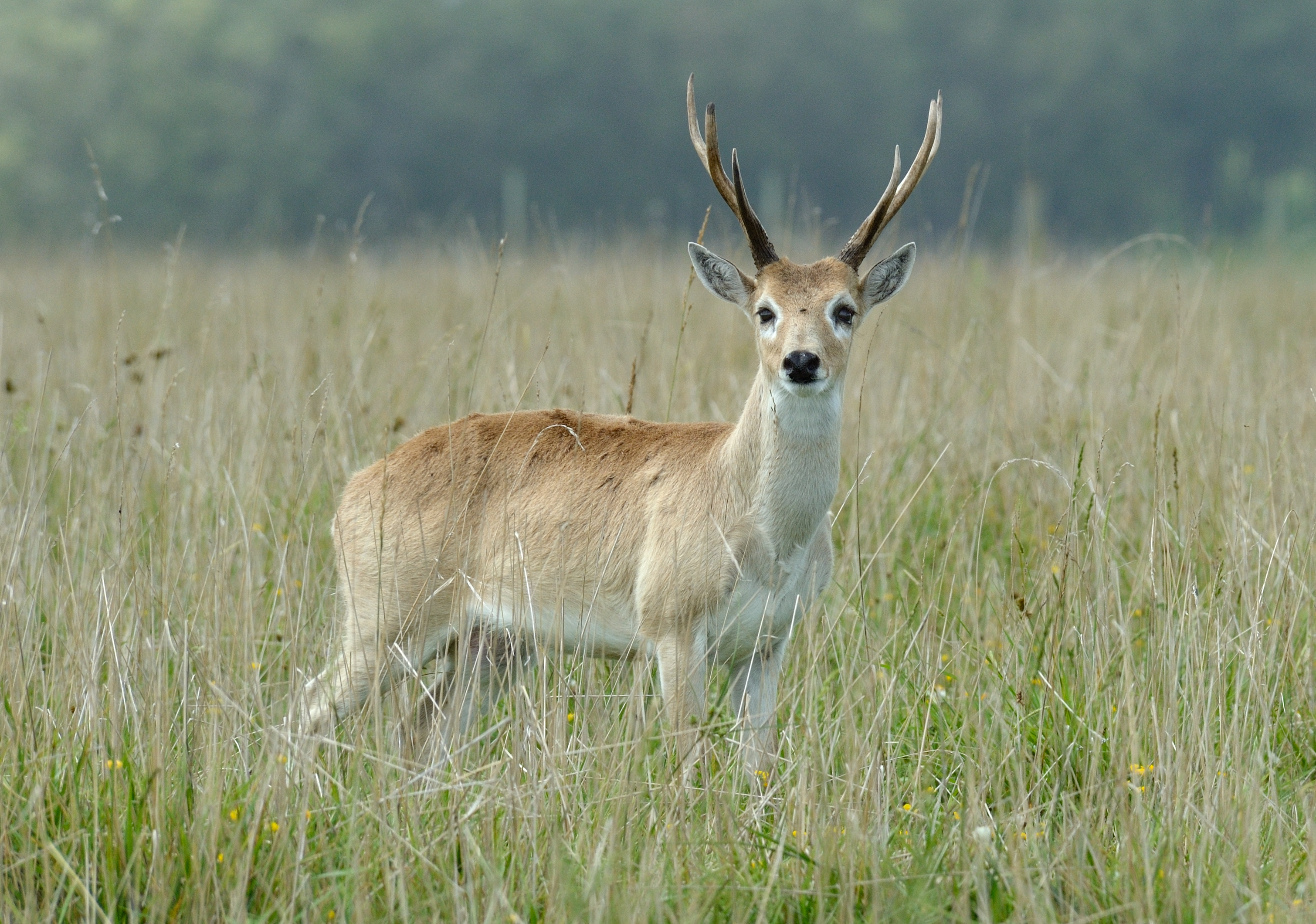
Venado
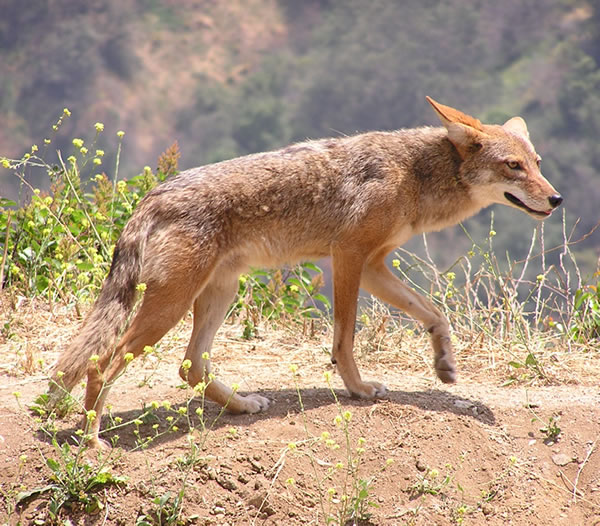
Coyote
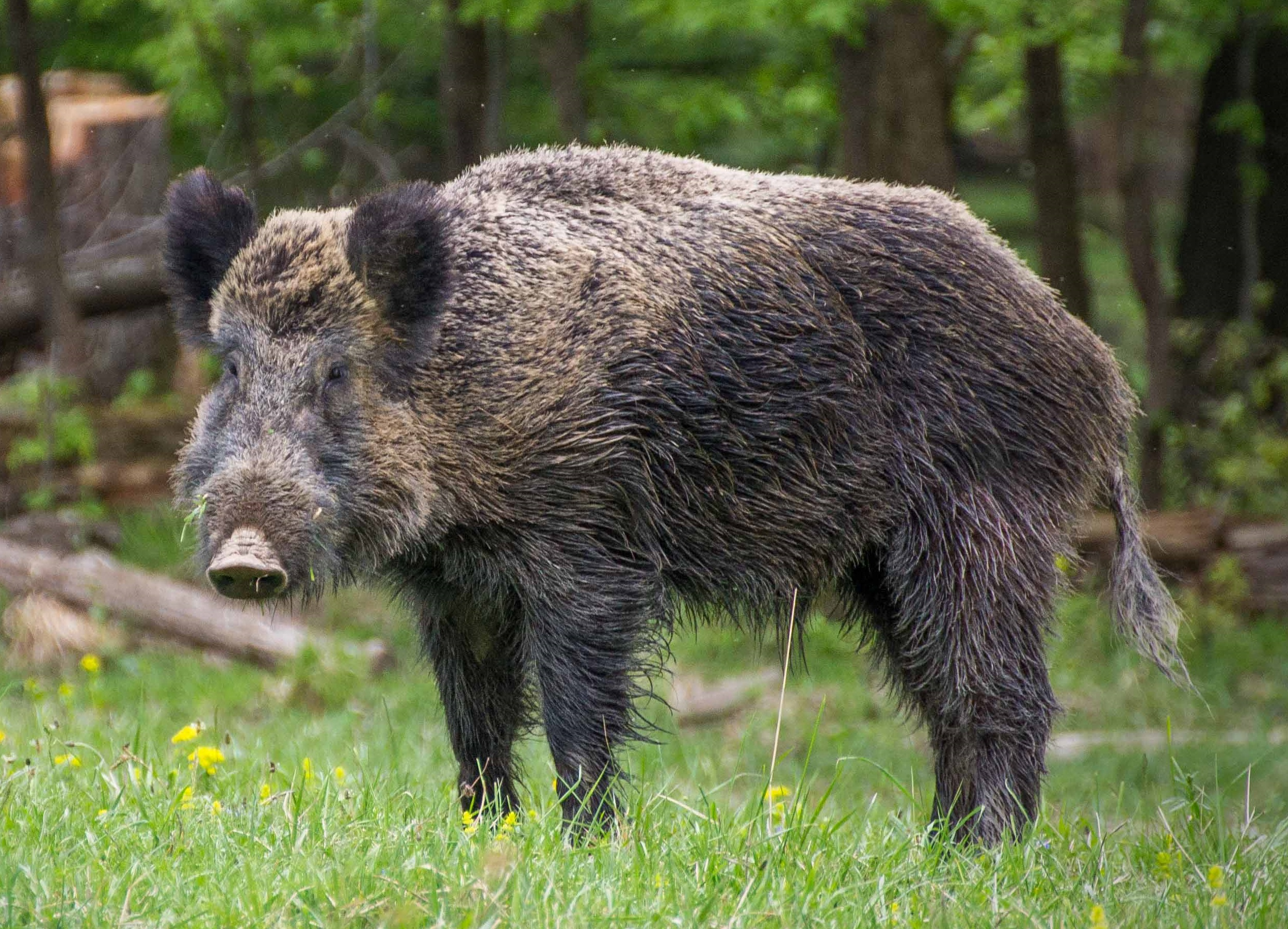
Jabalí
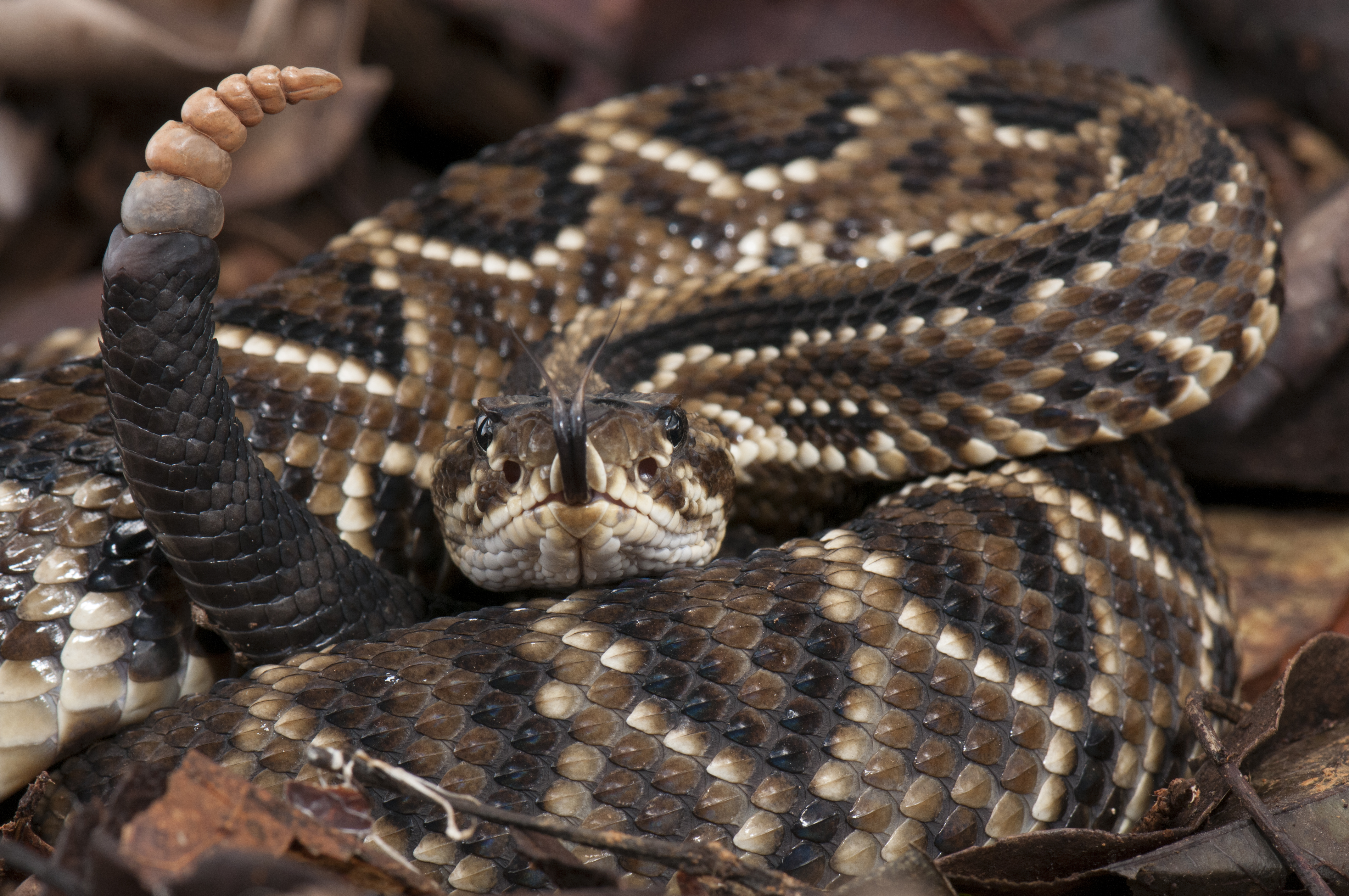
Víbora de cascabel

En cuanto a fauna, encontramos coyote, romeo, ardilla, tejón, armadillo, jabalí, venado, gato montés, conejo y víbora de cascabel. En aquellas aguas caudalosas del río Sabinas existía una gran cantidad de peces de gran tamaño: bagres, besugos, robalos, matalotes, copalas, pintontles, carpas y otras variedades.

### Orografía
- Cerro el Movimiento (550m)
- Loma Kakanapo (500m) El Kakanapo es un volcán pequeño, inactivo desde hace varios millones de años, meramente un montículo que muchos de los locales ignoran su existencia confundiéndolo con un simple cerro. Los primeros datos antiguos que encontramos de su existencia es en 1777, en la bitácora de excursión de una expedición religiosa. En principio se dudaba de ser un volcán por su ubicación, tamaño e inactividad, pero conforme se ha estudiado su geología se ha confirmado su origen. En el área se ha encontrado rocas volcánicas de composición basáltica, así como de antiguos derrames de lava.  Al escalar el Kakanapo, en su cúspide se ve gran parte del Valle de Sabinas y área de la región carbonífera, se tiene acceso a través de la vía carretera 57 a la altura del lugar conocido como El Sauz, en automóvil. Algo de lo sorprendente de este pequeño volcán es que está muy alejada de los volcanes típicos del país, y en el noreste Coahuilense por su tipo de tierra y clima se encuentran diversidades múltiples como ya lo veíamos en el artículo referente al Valle de Cuatrocienegas.[14]
- Cerro Los Piloncillos (470m)

## Industria
Siendo un pueblo tradicionalmente enfocado hacia la minería carbonera, actualmente cuenta con una industria de manufactura modesta y de lenta expansión, componiéndose en su mayor parte de algunas industrias alimentarias, como es Trinity Rail Sabinas, Avomex, industrias textiles y electrónicas.

Industria minera en Sabinas
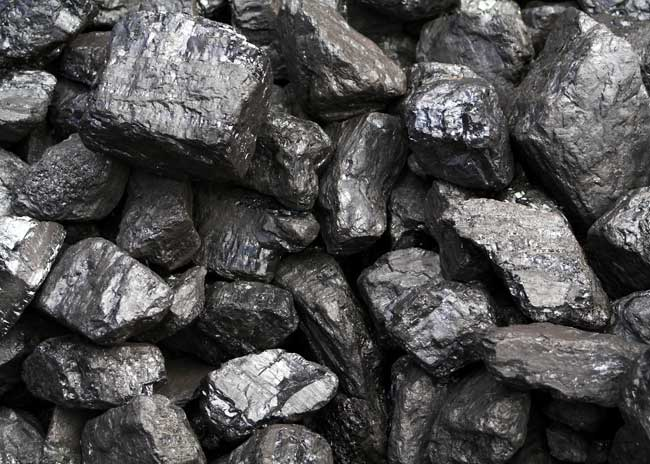
Carbón
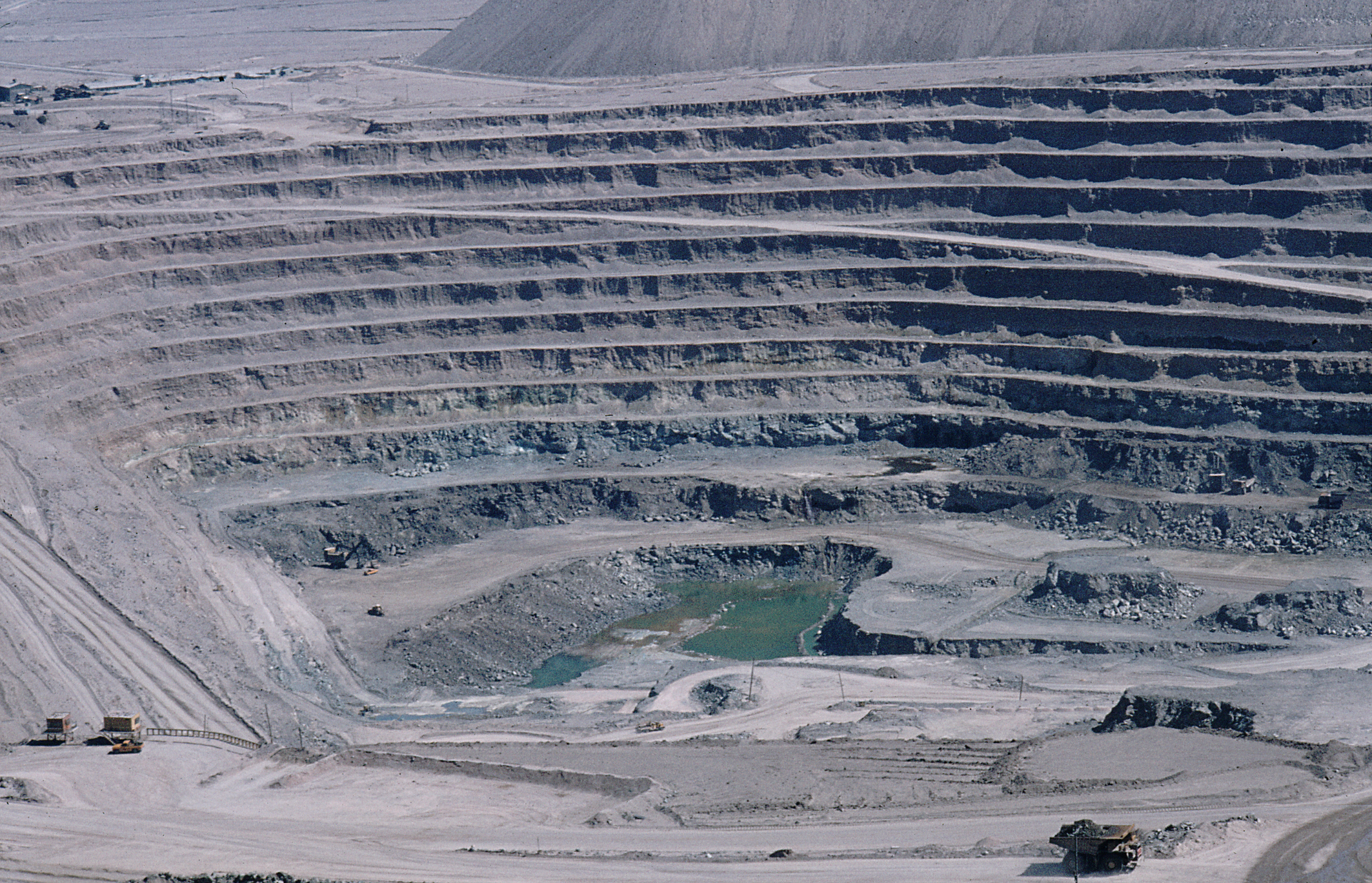
Mina de cielo abierto

### Minería
El estado posee el 95% de las reservas de carbón mineral de México, que explotan desde empresas de grandes dimensiones, como Minera del Norte o Industrial Minera México, hasta compañías modestas. El aprovechamiento del carbón inició casi al mismo tiempo que la fundación de Sabinas en 1884. Compañías como Sabinas Coal Mines o The New Sabinas Company Ltd impulsaron la región entre finales del siglo XIX e inicios del XX. Los sitios históricos para la extracción del carbón habían sido El Hondo, Agujita o la Villa de San José de Cloete, comunidades conurbadas a Sabinas.
Con la industria del carbón llegó el ferrocarril. La estación de Sabinas está a tres cuadras de la Plaza Principal, lo que revela su importancia en la actividad de la ciudad.
En las calles de Sabinas hay un estilo propio, que remite a la minería y a las actividades ganaderas. Es común encontrar sus restaurantes adornados con sombreros vaqueros, osamentas de reses o picos y palas de la extracción del carbón.
La riqueza natural principal del municipio se representa por sus abundantes yacimientos de carbón, junto con otros minerales como son la fluorita, celestita y el estroncio, además de poseer gas natural, aunque este último no ha podido ser explotado. Y actualmente se observa la posibilidad de extraer Gas de lutita. 
En años recientes se han registrado varios accidentes mineros debido a la falta de regularización de este mineral, de ellos se tiene registro de 1889 en Mineral del Hondo, en 2011 en el Ejido Sabinas, así como algunos otros menores. El más reciente de ellos en agosto de 2022, donde 10 mineros se quedaron atrapados debido a la inundación de una mina que no estaba en condiciones adecuadas.

### Comercio
Se orienta a la compra y venta de alimentos, bebidas, tabaco y en crecimiento a la ganadería.

### Gastronomía

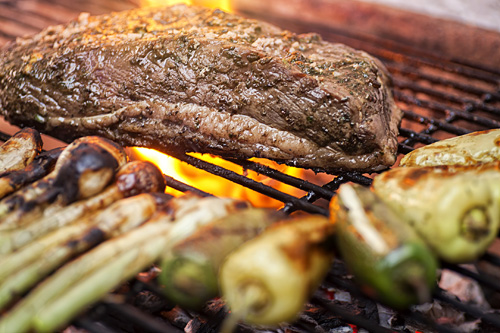
Carne asada
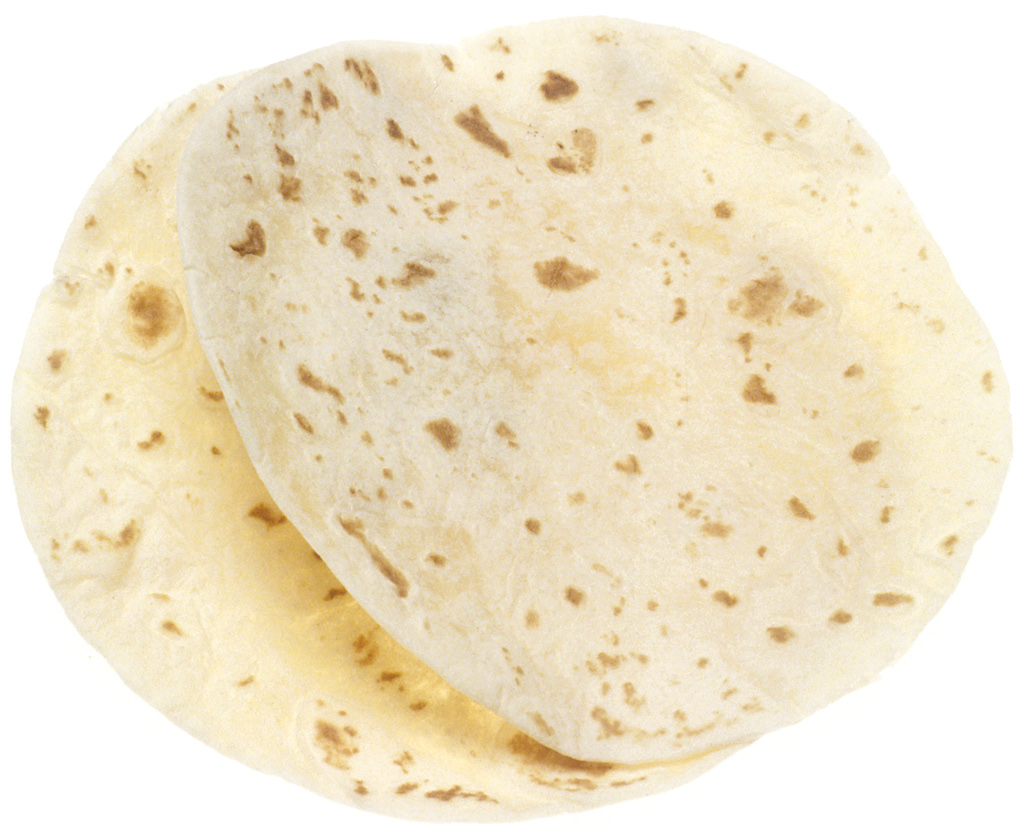
Tortilla de harina
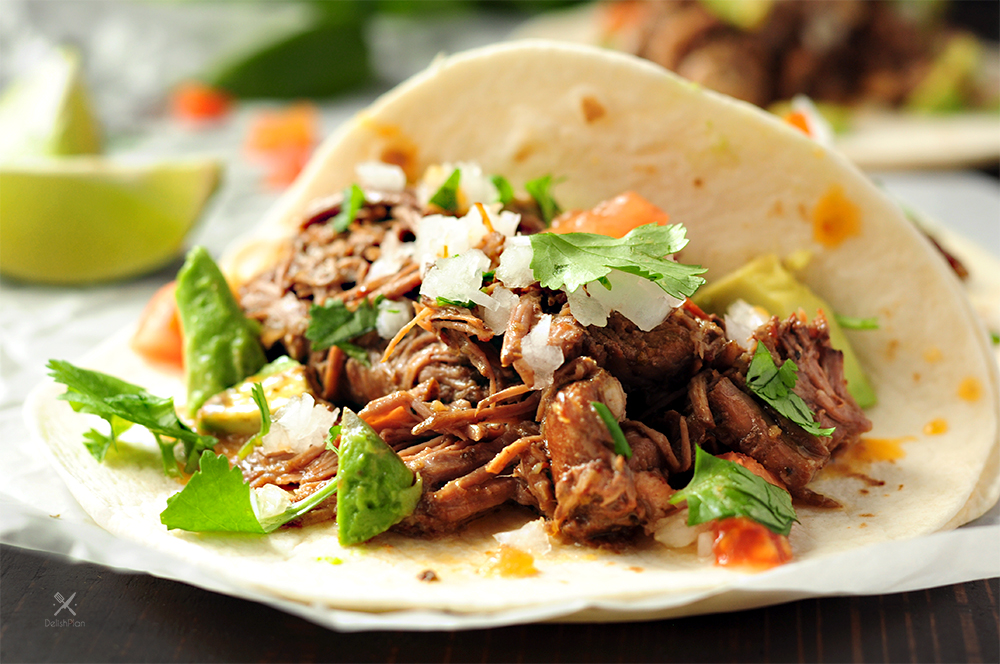
Taco de barbacoa

Toda la comida es elaborada a base de carne, siendo así los platillos representativos el cortadillo, barbacoa, machacado con huevo, jamón con huevo, chorizo y carne asada. Por lo general, estos platillos se acompañan con tortillas de harina de trigo.

## Turismo
Dentro de sus tradiciones se encuentra la Feriexpo Sabinas que se celebra la primera quincena del mes de septiembre, contando con exposición agrícola, ganadera, comercial, industrial y artesanal. 
El ecoturismo es una actividad que va ganando importancia y se puede desarrollar a lo largo del río Sabinas. 
Asimismo, la ciudad cuenta con la infraestructura necesaria para proveer servicios de hospedaje y alimentación a sus visitantes. Cuenta con hoteles de 3 y 4 estrellas, así como un número considerable de restaurantes especializados, principalmente, en comida regional.
Avanzando por el Río Sabinas es común encontrar parajes de gran belleza natural, que sirven para diversas actividades, desde días de campo hasta deportes cinegéticos. En el Ejido Santa María, a 15 minutos de la ciudad, resulta ideal acampar, realizar actividades de kayak y pesca. 

### Arquitectura

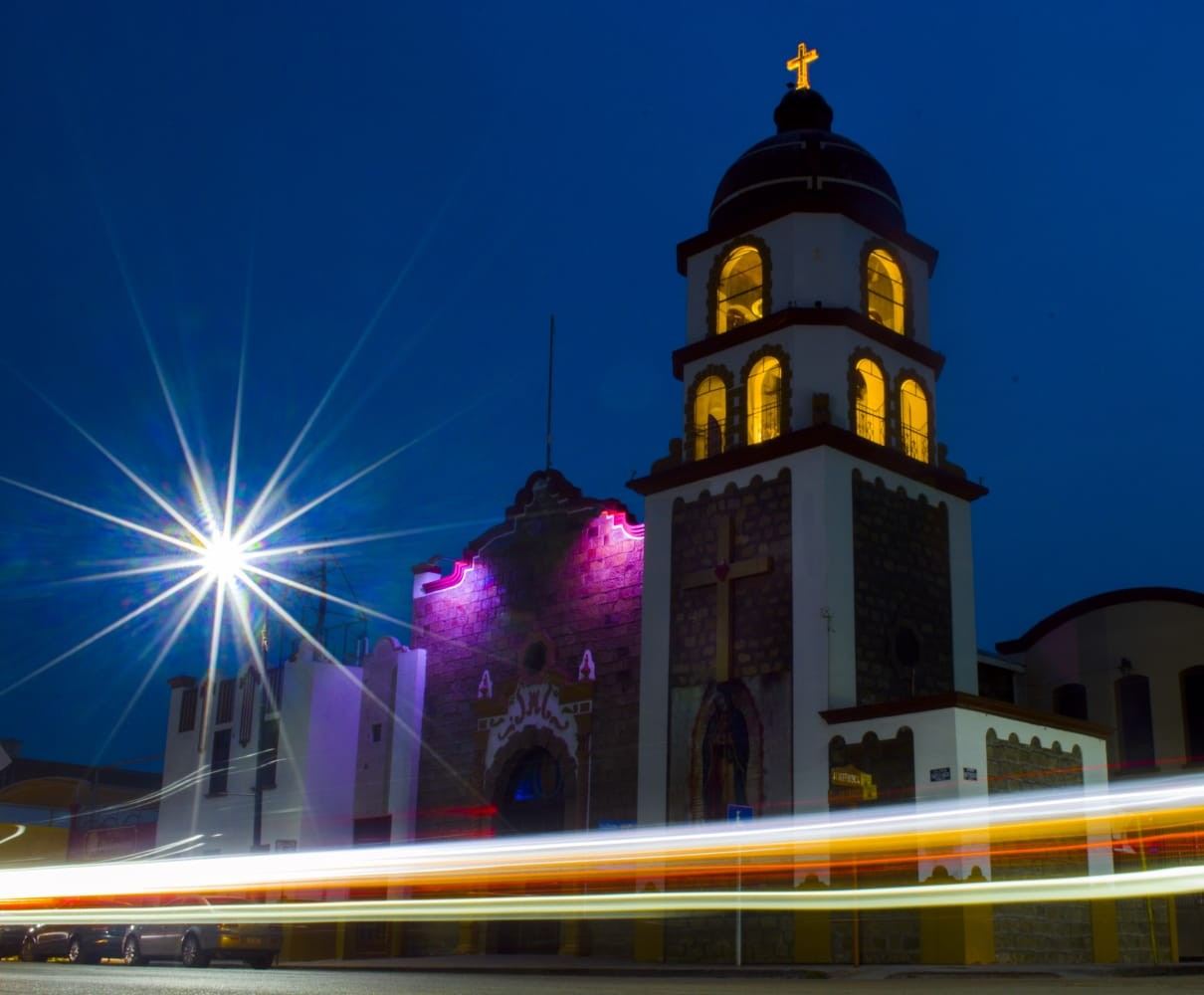
Parroquia de Guadalupe

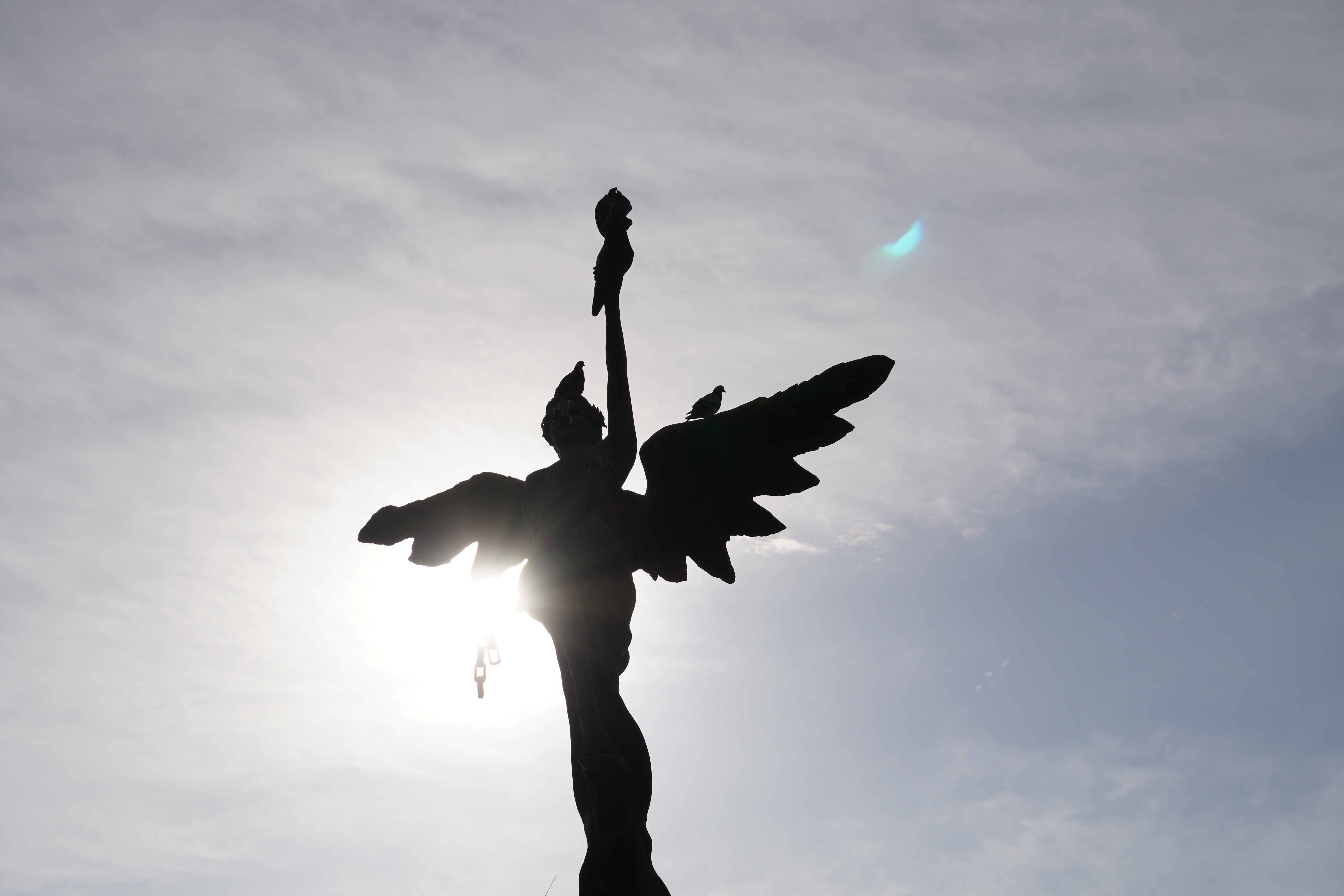
Monumento del Ángel de la independencia en la plaza principal Benito Juárez en Sabinas

La Iglesia de Nuestra Señora de Guadalupe, a un costado de la plaza central, abrió sus puertas el 20 de mayo de 1939, y sustituyó al antiguo templo de la Purísima Inmaculada Concepción. Está construida en piedra y crucero de ladrillo. Su campanario originalmente era de oro, plata y bronce.

### Museos
- Museo de Pancho Villa: Este espacio museístico ofrece a los visitantes la historia del caudillo Francisco Villa, la rendición y armisticio en la ciudad de Sabinas, Coahuila.  Cuenta con artículos de la época de la Revolución y la historia del acontecimiento que sucedió en Sabinas en 1920, cuando eligió el caudillo este sitio para entenderse con el Gobierno y entregar las armas y dedicarse a la vida civil. Fue en esta casa donde se hospedó esos días en espera del resultado consecuente de este hecho histórico.
- Museo Nacional del Carbón: Este espacio está dedicado a enseñar la historia del carbón. Conoceremos sus orígenes, tipos de explotación y el papel que ha desempeñado en todo México y especialmente en la Región Carbonífera de Coahuila.

### Cabalgata Santo Domingo-Sabinas

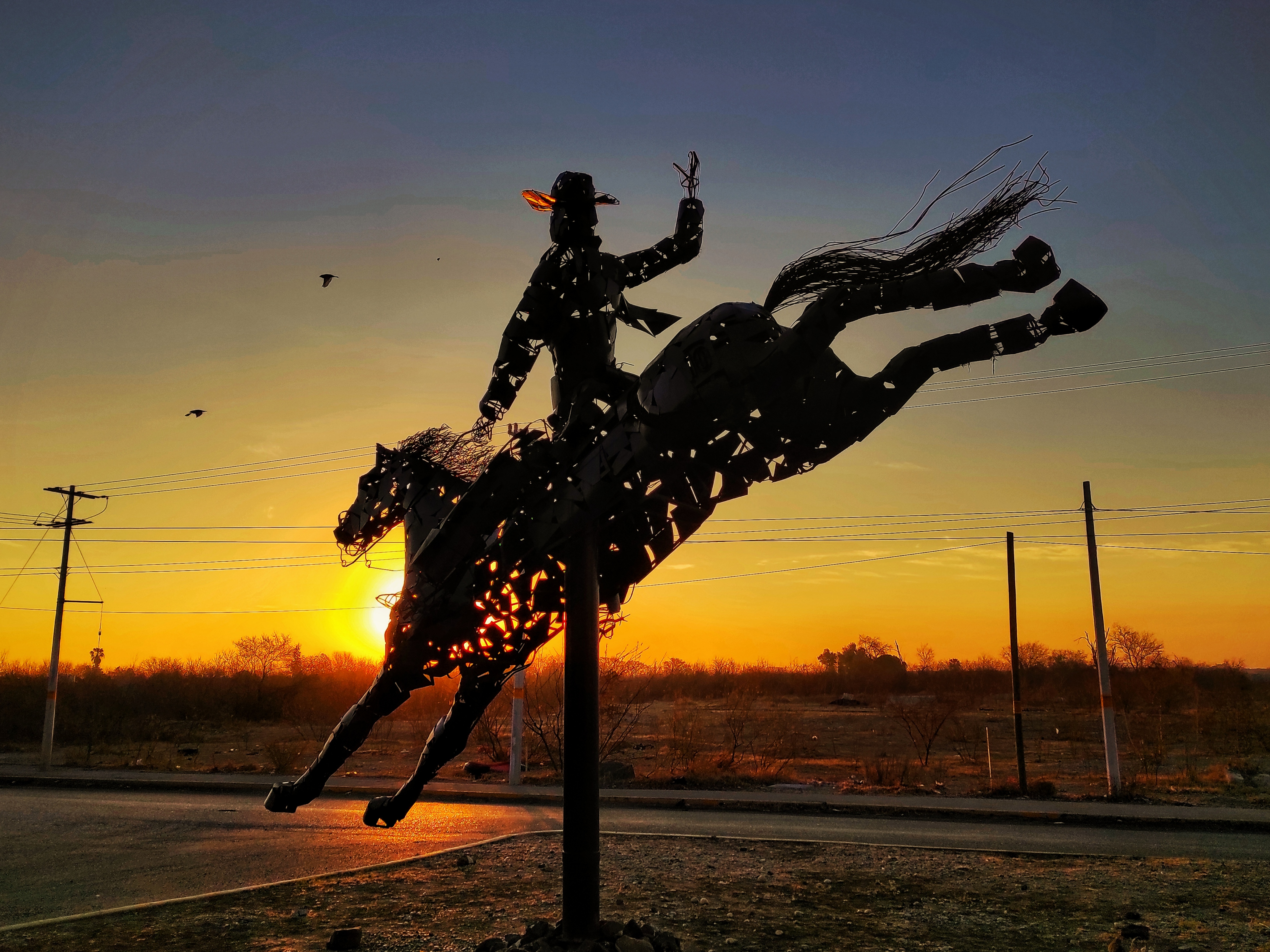
Monumento al cabalgante

En 1992, siendo el gobernador del Estado Eliseo Mendoza Berrueto y el presidente municipal David Yutani, cuando Sabinas celebraba 50 años de haberse convertido en ciudad. Es en ese momento cuando el licenciado Regulo Zapata Jaime director de Simas, le sugiere a Jacinto Rodríguez regidor municipal que sería un bello gesto celebrar los festejos con un homenaje a los fundadores de Sabinas, pues muchos de ellos eran descendientes y qué mejor manera de honrarlos, que realizando su mismo recorrido desde Santo Domingo hasta Sabinas, a caballo e imitando exactamente la misma odisea de la fundación de esta bella ciudad. 
Ese año solo ocho sabinenses emprendieron el recorrido de 320 km a caballo, Regulo Zapata, Jacinto Rodríguez, José Luis Vázquez, Donato Arizpe Cepeda, Gustavo Martínez, Pablo Medina Reyna, Emanuel Gentilione “el italiano”, Jorge Guajardo y Justino Madrid.
En la segunda cabalgata, perfeccionaron muchísimo sus técnicas y extremaron precauciones pues ya conocían el camino, y establecieron un reglamento que tenía como prioridad llevar a todos los caballos herrados, pues son su principal herramienta en esta experiencia.
Tanto fue el furor y el éxito de la cabalgata de Sabinas, que ya en 1996, llegaron 700 cabalgantes, se ha convertido en un sello distintivo de Sabinas para el mundo, pues nacionales y extranjeros se han sumado a la aventura.
Desde entonces,  Sabinas cada año se viste de gala para recibir a los cabalgantes y los cientos de personas que conforman este gran festejo. El impacto no solo ha sido cultural y político, también económico, pues el comercio se ve ampliamente beneficiado esta época del año, que concuerda también con los festejos septembrinos de la Feria de Sabinas. Actualmente nuestros cabalgantes son acompañados por un veterinario y desde hace tres años por un sacerdote, además de sus fieles grupos que año con año no le fallan a este hermosa tradición.
Actualmente la Cabalgata de Sabinas moviliza a aproximadamente 7 mil participantes a caballo, en carretas y tráileres, y miles de espectadores salen a presenciar el recorrido, pues este tipo de eventos atrae a muchísimos turistas que acuden para disfrutar del espectáculo.

### Fiestas patrias

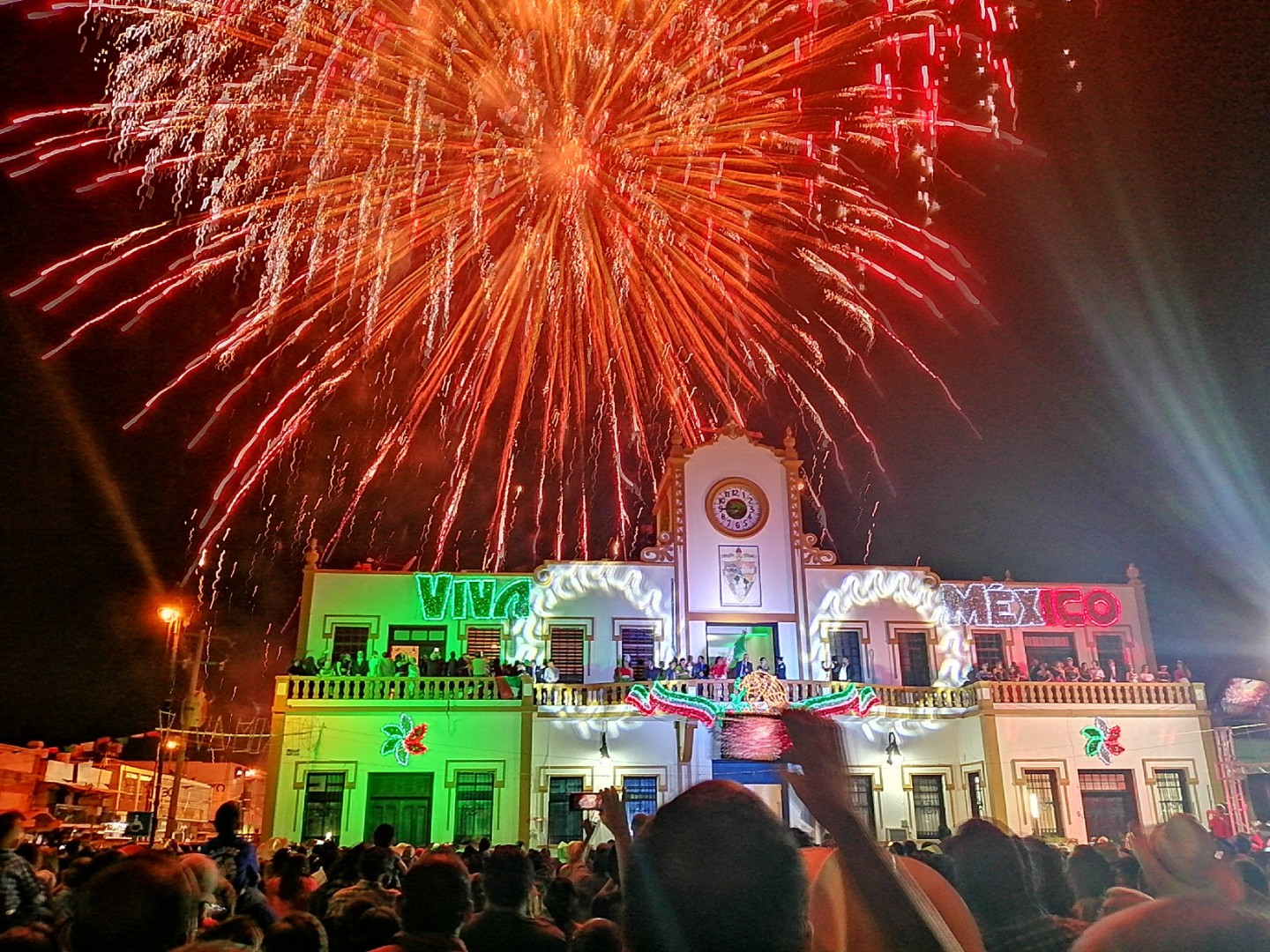
Grito de independencia en sabinas

Como en cualquier otra ciudad mexicana se celebran las fiestas patrias en el mes de septiembre, aunado a esto se celebran también en estas fechas como se menciona anteriormente tanto la Cabalgata como la Feriexpo Sabinas.

## Demografía
De acuerdo con el Censo de Población y Vivienda realizado en marzo de 2020 por el Instituto Nacional de Estadística y Geografía (INEGI), en Sabinas había un total de 59 196 habitantes, 29 915 mujeres y 29 281 hombres.